# Élections cantonales françaises de 1945
Des élections cantonales se sont déroulées en France les 23 et 30 septembre 1945.
Les 3 028 cantons sont renouvelables cette année-là. Les séries 1934 et 1937 n'ayant pas été renouvelés du fait de la guerre.

## Résultats
Le taux d'abstention s'élève à 40 %. C'est une grande victoire pour la gauche qui passe de 402 à 1 183 sièges, pour 73 présidences sur 90, tandis que c'est un nouvel échec pour les candidats provenant des mouvements de résistances.
Il y a un fort renouvellement des conseillers généraux avec un taux entre 40 et 90 % selon les départements.

### Gauchemarxiste
Les communistes multiplient par 4,5 leurs nombres de sièges, passant de 72 avant guerre à 327. On peut leur additionner les résultats des MUR qui obtient 47 sièges. De plus, ils obtiennent pour la première fois des présidences, quatre, de conseils généraux.

### Gauche
Les socialistes SFIO multiplient leurs nombres de sièges par 2,5 (de 330 à 811) et deviennent la plus grande force dans les conseils généraux, dépassant les radicaux-socialistes. De plus, ils obtiennent 42 présidences sur les 90.

### Centre gauche
Le parti dominant des conseils généraux d'avant-guerre, le parti radical-socialiste perd 40 % de ses positions d'avant-guerre. C'est le grand perdant de ces élections. Il obtient 200 sièges de moins que la SFIO, soit 611, et perd donc la première place dans la représentation cantonale. Il garde 23 présidences.
Les socialistes indépendants, républicains socialistes et indépendants de gauche obtiennent 135 sièges soit un peu plus qu'en 1939 et récupère une nouvelle présidence, portant a deux leur nombre de présidents.
L'Union démocratique et socialiste de la Résistance, récemment créée, ne réussit pas de percée et est même en recul par rapport aux municipales du printemps. Elle n'obtient finalement que 44 conseillers mais deux présidences.

### Centre droit
Il s'agit d'une chute très importante des partis du centre-droit. 
Les radicaux indépendants perdent 60 % de leurs sièges, passant de 276 à 113 élus mais obtiennent 16,1 % des voix en raison d'une forte présence partout sur le territoire pour une présidence. 
Les républicains de gauche perdent quasiment les deux tiers de leurs élus, 154 à la place de 434 mais garde un certain nombre de bastions, mais seulement une présidence.
Un certain nombre d'anciens membres de l'Alliance démocratique, des radicaux indépendants ou de la Fédération républicaine se présentent comme républicains indépendants comme Louis Jacquinot. Cette nouvelle étiquette politique de modérés permet de s'implanter dans plusieurs départements comme les Vosges, le Doubs, la Manche, Orne, la Loire-Inférieure et le Maine-et-Loire en n'obtenant qu'une seule présidence.
À l'inverse, le nouveau parti démocrate-chrétien MRP, en obtenant 266 conseillers alors qu'il n'est présent que sur 800 cantons, progresse fortement par rapport au PDP (66 sièges), récupérant l'électorat de droite malgré une position de centre-droit et voulant se poser dans le centre-gauche. Il obtient 6 présidences.

### Droite
Les conservateurs de la Fédération républicaine voient leurs sièges divisés par deux passant de 519 à 122. Les 27 conseillers PSF, qui, interdit, se refonde en juillet comme Parti républicain et social de la réconciliation française n'obtient aucun conseiller. Cependant, la droite reste très présente dans ces bastions à l'ouest de la France, à l'exception de la Bretagne où l'électoral catholique et social passe au MRP. Ils gardent 6 présidences.

### Extrême droite
L'extrême droite a entièrement disparu lors de ces élections de la Libération. Les 3 PPF, interdit, disparaissent des conseils généraux. 
Les anciens royalistes, ou conservateurs, ne conservent que 46 sièges sur les 124 qu'ils possédaient avant guerre, dont 10 en Vendée.
Il y a environ 75 élus sans étiquettes.

## Tableau récapitulatif
|          | Parti communiste français (PCF)                          | 72  |                    |  | 106   |            |  | 222   | 328   | + 256 |  |  |  |
|          | Mouvement unifié résistance (MUR)                        | 0   |                    |  | 27    |            |  | 17    | 44    | + 44  |  |  |  |
|          | Section française de l'Internationale ouvrière (SFIO)    | 380 |                    |  | 368   |            |  | 443   | 811   | + 431 |  |  |  |
|          | Parti radical-socialiste (RAD)                           | 962 |                    |  | 350   |            |  | 257   | 607   | - 355 |  |  |  |
|          | Socialistes indépendants (SI)                            | 112 |                    |  | 93    |            |  | 17    | 112   | 0     |  |  |  |
|          | Union démocratique et socialiste de la Résistance (UDSR) | 0   |                    |  | 25    |            |  | 19    | 44    | + 44  |  |  |  |
|          | Mouvement républicain populaire (MRP)                    | 66  |                    |  | 127   |            |  | 103   | 230   | + 164 |  |  |  |
|          | Radicaux indépendants (Rad. Ind)                         | 276 |                    |  | 79    |            |  | 33    | 112   | - 164 |  |  |  |
|          | Alliance démocratique (AD)                               | 426 |                    |  | 99    |            |  | 59    | 158   | - 268 |  |  |  |
|          | Modérés (Mod.)                                           | 0   |                    |  | 112   |            |  | 71    | 183   | + 183 |  |  |  |
|          | Fédération républicaine (FR)                             | 519 |                    |  | 203   |            |  | 66    | 269   | - 250 |  |  |  |
|          | Conservateurs (Cons.)                                    | 124 |                    |  | 28    |            |  | 18    | 46    | - 78  |  |  |  |
|          |                                                          |     |                    |  |       |            |  |       |       |       |  |  |  |
| Inscrits | Inscrits                                                 |     | 20 000 000         |  | 1 618 | 20 000 000 |  | 1 343 | 2 961 |       |  |  |  |
| Votants  | Votants                                                  |     | Environ 17 000 000 |  |       |            |  |       |       |       |  |  |  |
| Exprimés |                                                          |     |                    |  |       |            |  |       |       |       |  |  |  |

### Présidents de département élus
Les élections des présidents ont lieu le 29 octobre. Le MRP se pose comme défenseur contre le PCF pour l'électorat catholique et de droite et obtient donc 6 présidences, autant que la Fédération républicaine. Il s'agit cependant parfois d'un trompe l'œil comme en Vendée où le seul élu MRP devient président grâce aux 10 conservateurs et aux 10 membres de la Fédération républicaine. 
|        |  |            | Sortantes | Sortantes | Élues  | Élues |
| ------ |  | ---------- | --------- | --------- | ------ | ----- |
| Gauche |  | PCF        | 0         | 52        | 4      | 73    |
| Gauche |  | SFIO       | 6         | 52        | 42     | 73    |
| Gauche |  | UDSR       | 0         | 52        | 2      | 73    |
| Gauche |  | Rép. soc.  | 1         | 52        | 2      | 73    |
| Gauche |  | RAD        | 45        | 52        | 23     | 73    |
| Droite |  | MRP (+RDM) | 0         | 34        | 6 (+1) | 17    |
| Droite |  | Rad. Ind.  | 6         | 34        | 1      | 17    |
| Droite |  | AD         | 12        | 34        | 1      | 17    |
| Droite |  | RI         | 0         | 34        | 2      | 17    |
| Droite |  | FR         | 16        | 34        | 6      | 17    |

### Sources et bibliographie
- Ouest-France
- Le Télégramme
- Christian Bougeard, « Les droites dans les élections cantonales de 1945 et 1949 », dans La recomposition des droites, Presses universitaires de Rennes, 2004 (ISBN 978-2-7535-0016-7, DOI 10.4000/books.pur.16317, lire en ligne), p. 257–269